# رسالة حب

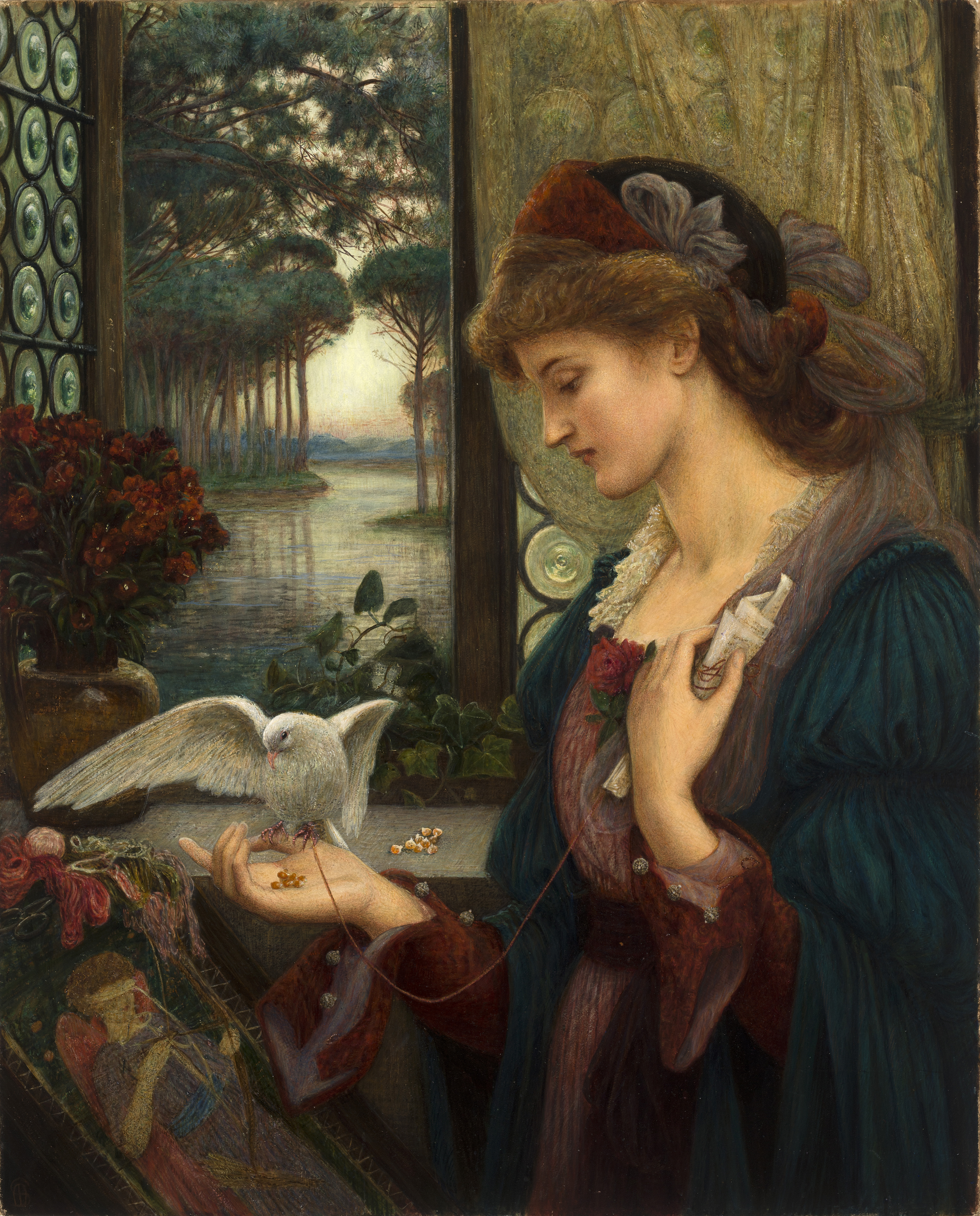
رسول الحب للفنانة ماري سبارتالي ستيلمان

رسائل الحب هي تعبير عن الحب في شكل مكتوب، ويمكن أن تكون رسالة الحب أي شيء بداية من الرسائل البسيطة القصيرة حتى الشرح المطول للمشاعر؛ ولون من ألوان أدب الرسائل التي برع فيها كثير من الأدباء في كل العصور على اختلاف ألسنتهم.

## التاريخ
تعود أقدم الإشارات عن رسائل الحب إلى الميثولوجيا الهندية منذ أكثر من خمسة آلاف عام، حيث ورد ذكرها في الهاجفاتا بورانا، الكتاب العاشر، الفصل الثاني والخمسين. كانت رسالة موجهة من الأميرة روكميني إلى الملك كريشنا، وحمل الرسالة البراهمي سوناندا.
تتراوح الأمثلة على رسائل الحب في مصر القديمة من أكثر الأشكال رسمية، وربما أكثرها عملية مثل رسالة الأرملة الملكية عنخ إسن آمون، زوجة الملك توت عنخ آمون، إلى ملك الحيثيين،عدو مصر القديم، تطلب منه إرسال أحد أبنائه من أجل الزواج بها بعد موت زوجها، إلى أكثر الأشكال حميمية مثل رسالة الحب التي تقول: دعني أستحم في حضور جلالتك حتى أجعلك ترى جمالي في ردائي الملكي، المصنوع من أفخر أنواع الكتان، عندما يكون مبللًا. في الإمبراطورية الصينية، يمكن العثور على تعبير رائع عن المهارة الأدبية عندما كتبت البطلة، التي تواجه زواجًا مرتبًا، إلى حبيب طفولتها.
في روما القديمة، شكل البناء الصعب واستقبال رسالة الحب محور كتاب فن الحب للشاعر الروماني أوفيد، أو كما يُقال: تقع رسالة الحب في صميم إيروتيكيات أوفيد. شهد ت العصور الوسطى التطور الرسمي الذي حدث في فن النثر، أو بشكل أكثر تحديدًا فن كتابة الرسائل، بما في ذلك كتابة رسائل الحب من بداية الرسالة إلى نهايتها. بالنسبة إلى استهلال الرسالة، نجد المقياس في رسائل الحب يتدرج بشكل جيد من استهلالات مثل: إلى السيدة النبيلة و الرصينة، المزينة بكل أناقة، إلى استهلالات مفعمة بالحماسة الغنائية مثل: يا توأم روحي، ونور عيني، وبهجة تفوق كل فعل وقول. يتراوح أيضًا مضمون الرسالة من مجرد لعب على الكلمات والعبارات إلى الأحلام الجميلة، وتتصاعد إلى نداءات تؤكد على الاهتمام المتبادل بين طرفي الرسالة.

رسالة حب للفنان يوهانس فيرمير

استمر تدريس رسائل الحب كمهارة في بداية القرن الثامن عشر، نجد صداها في إنجلترا من خلال نشرات يومية، حملت اسم ذا سبيكتاتور أي المشاهد، من تأسيس ريتشارد ستيل وجوزيف أديسون. ربما، كرد فعل، لم يعد الرومانسيون يثقون في صناعة مفهوم الحب ورسائله: رسالة حب؟رسالتي... رسالة حب؟إنها... تنبع مباشرة من قلبي..

### القرن العشرين
استمرت رسائل الحب في الازدهار في النصف الأول من القرن العشرين، ويمكن ملاحظة الظاهرة في المتحررات والفلاسفة، وهي المجموعة الأولى من القصص القصيرة التي كتبها فرنسيس سكوت فيتسجيرالد في عشرينيات القرن الماضي:
بعد ساعة، بينما كانت مارجوري في المكتبة منغمسة في تأليف واحدة من تلك الرسائل غير المسؤولة والمراوغِة التي لا يمكن أن تكتبها إلّا فتاة صغيرة.
قبل تطوير وسائل الاتصال على نطاق واسع، كانت الرسائل أكثر الطرق فعالية للتواصل بين الأزواج البعيدين عن بعضهما، ولا سيما في حالات الحرب. يمكن أن تؤدي الضغوطات التي يمر بها طرفي العلاقة إلى إلهاب المشاعر، الأمر الذي يجعل مضمون الرسالة يتجاوز شكل التواصل العادي إلى تعبير عن الحب والشوق والرغبات. يزعم أن كتابة الرسائل يمكن أن تثير مشاعر الحب عند كاتبها. يمكن أن تؤدي سرية الرسائل والتأخر في وصولها والحاجة إلى المناورة بخصوص كاتبها أو موضوعها إلى تعقيد التواصل بين الطرفين مهما كانت درجة ارتباطهما. رسائل الحب يمكن أن تكون ثمينة جدًا إلى أصحابها إلى الدرجة التي تجعلهم يعيدون قراءة الرسائل التي سبق أن اطلعوا عليها في أوقات الاستراحة أثناء المعركة من أجل كسب بعض العزاء فيما يمرون به. يوجد آخرون يرجئون قراءة الرسائل، ويستطيعون الفصل بين مشاعرهم وما يمرون به في أوقات الحرب، ويتركون الرسائل مطوية كما هي حتى لا تسبب لهم أي ألم.
في النصف الثاني من القرن العشرين، ومع مجيء مجتمع أكثر تساهلًا، والفورية التي حملتها لنا تكنولوجيا عصر المعلومات أصبح فن رسائل الحب موضة قديمة عفى عليها الزمن.

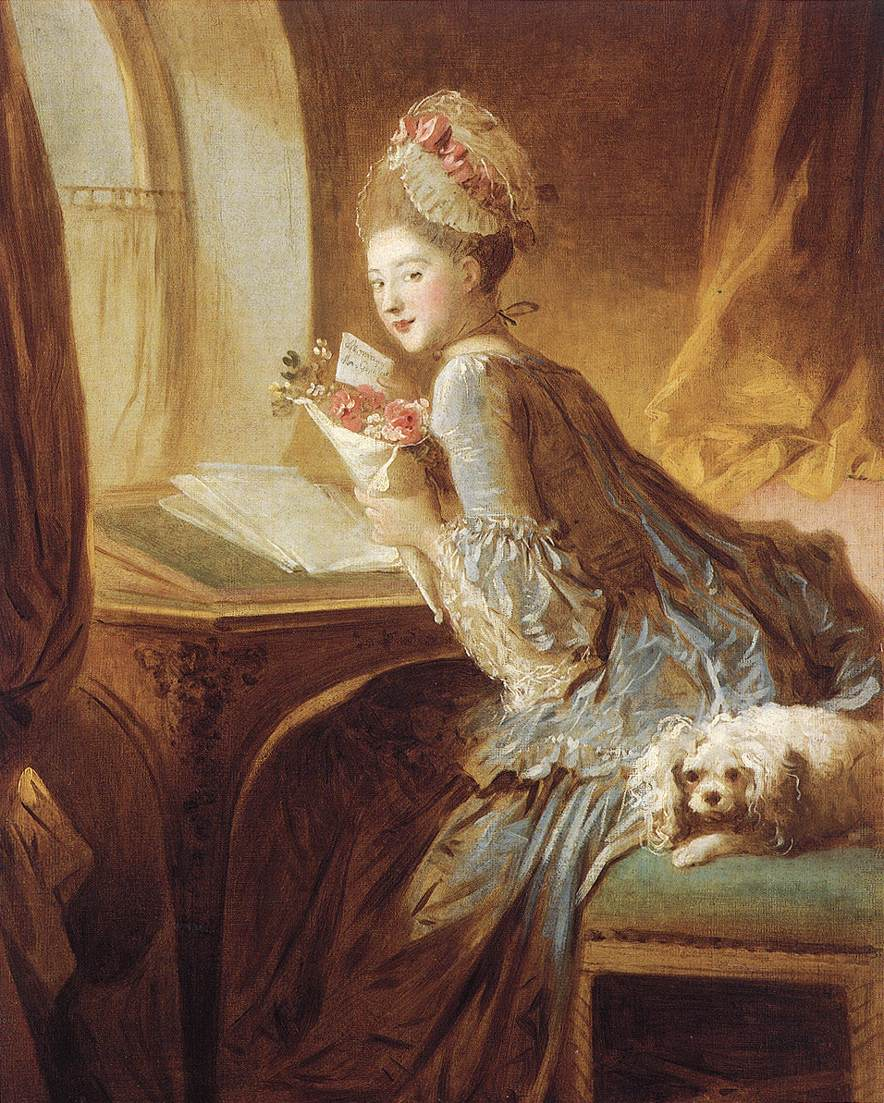
رسالة حب للفنان جان هونوري فراجونارد

## اليوم
عادت رسائل الحب المكتوبة بشكل جزئي على الرغم من ظهور الإنترنت ووصول إشعار شركة إيه أو إل الأيقوني: لديك بريد إلكتروني. ساهمت رسائل الحب المكتوبة في أحداث الحبكة الدرمية للفيلم الرومانسي الكوميدي الناجح لديك بريد (1998). يتحدث الفيلم عن علاقة بائعة الكتب البسيطة المثقفة والمنافس التجاري لمحلها المتواضع والذي ورثته عن أمها، وفي النهاية وبعد أحداث طريفة جدًا، يقعان في علاقة حب بسبب البريد الإلكتروني. في الألفينيات، اختفت رسائل الحب المكتوبة إلى الدرجة التي نجد فيها مواقع على الإنترنت كان الغرض من إنشائها تقديم المشورة حول كتابة رسائل الحب.
يظل الاتصال عن طريق الكتابة، كما هو الحال دائمًا، ميزة قائمة من حيث قدرتها على التعبير عن الأفكار والمشاعر التي تتبادر إلى ذهن الكاتب. يفضل البعض الكتابة للتعبيرعن مشاعرهم تجاه الآخر؛ لأن الأمر أسهل بالنسبة لهم من الحديث وجهًا لوجه. كم أن إيصال تعبير دائم من المشاعر إلى شخص آخر يعرب عن أهمية مشاعر الكاتب بالنسبة إلى المتلقي.
في المقابل، تنتشر اختصارات الكلمات، بل اختصارات جمل بأكملها على مواقع التواصل وتغريدات تويتر، ويمكن أن تشير تلك الاختصارات إذا صدرت من أم إلى أنها أم شابة لا مبالية.

## الشكل

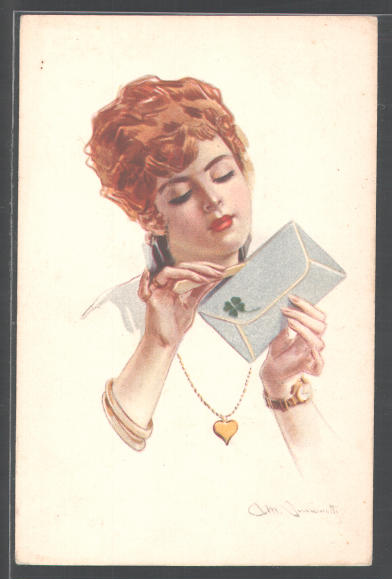
فتح رسالةغرامية للفنان أميديو سيمونيتي

لا تمتلك رسائل الحب شكلًا محددًا. يمكن أن تكون رسائل الحب طويلة ومفصلة ومكتوبة على قرطاس معطر، كما يمكن أن تكون عبارة عن بضع كلمات تثير المشاعر، كُتبت على قصاصات من الورق أو قطع من لحاء الأشجار.
يعبر الناس عن طيف كبير من مشاعرهم في رسائل الحب يمتد من التملق إلى الهوس بما في ذلك الإخلاص وخيبة الأمل والحزن والحنق والثقة بالنفس والطموح ونفاد الصبر وتوبيخ الذات والاستسلام.
يمكن أن تأخذ رسائل الحب شكلًا أدبيًا غير النثر البسيط. كانت القصيدة واحدة من الأشكال ذائعة الصيت في التاريخ، ولا سيما في الشكل المسمى بالسونيتة، وهنا لا بد أن نستشهد بالشاعر الإنجليزي المشهور وليم شكسبير الذي أبدع في هذا اللون من الفن. وقد ناقشت العديد من الأعمال شكل وبناء رسائل الحب مثل المختارات من رسائل حب الرجال العظماء، وكتاب الحب. تعترف كاتي ديفيدسون، مؤلفة كتاب الحب، أنه بعد قراءة مئات من رسائل الحب في مجموعتها المختارة اكتشفت أن كلما قرأت المزيد من الرسائل قلت قدرتها على تعميم الطريقة أو الأسلوب الذي تستخدمه الأنثى مقابل الذكر في الحب أو التعبير عن الحب.
تساهم رسائل الحب في تحرير من يمتلكها بعد انتهاء العلاقة التي جمعته مع شخص ما عن طريق ردها إليه مرة أخرى أو حرقه، لكن ردها يمكن أن يكون مؤذيًا أيضًا بالنسبة إلى كاتبها. في الماضي، كان إعادة رسائل الحب بعد انتهاء العلاقة مسألة شرف؛ لأن رسائل الحب خاصة التي ترسلها امرأة يمكن أن تكون محرجة وفاضحة لدرجة أن مثل تلك الرسائل التي تستخدم في الابتزاز أو هدف آخر أصبحت فكرة مبتذلة من العصر الفيكتوري.
تتوافر القراطيس المعطرة التي تستخدم في كتابة رسائل الحب، لكن تفضل بعض النساء استخدام عطورهن الخاصة من أجل إثارة مشاعر المتلقي واستحضار ما يشعر به عندما يجتمعان.

## رسائل الحب في الأدب العربي
يذكر ابن حزم الأندلسي في كتابه طوق الحمامة في الأُلفَةِ والأُلَّاف أن المراسلة بين المحبين تتلو الإشارة بالعين: وللكتب آيات. ولقد رأيت أهل هذا الشأن يُبادرون لقطع الكُتب، وبحلها في الماء، وبمحو أثرها، فرُبَّ فضيحة كانت بسببِ كتاب. وفي ذلك أقول:
وينبغي أن يكون شكل الكتاب ألطفَ الأشكال، وجنسُه أملحَ الأجناس. ولعمري إن الكتاب لَلِسان في بعض الأحايين، إما لحصرٍ في الإنسان وإما لحياء وإما لهيبة. نعم، حتى إنَّ لوصول الكتاب إلى المحبوب وعِلْم المُحب أنه قد وقع بيده ورآه للذةً يجدها المحب عجيبةً تقوم مقام الرؤية، وإن لرد الجواب والنظر إليه سرورًا يَعدِل اللقاء، ولهذا ما ترى العاشق يَضع الكتاب على عينيه وقلبه ويُعانقه. ولعهدي ببعض أهل المحبة، ممن كان يَدري ما يقول ويُحسن الوصف ويُعبِّر عما في ضميره بلسانه عبارة جيدةً، ويُجيد النظر، ويدقق في الحقائق، لا يَدع المُراسلة وهو مُمكن الوصل قريبُ الدار أتيُّ المَزار، ويَحكي أنها وجوه اللذة. ولقد أُخبرت عن بعض السُّقَّاط الوُضعاء أنه كان يضع كتاب محبوبه على إحليله، وأن هذا النوع من الاغتلام قَبيح، وضَرب من الشَّبق فاحش.
وأما سَقيُ الحِبْرِ بالدَّمع فأعرف مَن كان يفعل ذلك ويُقارضه محبوبه، يسقي الحبر بالرِّيق. وفي ذلك أقول:

### الأدب العربي القديم
يذخر الأدب العربي القديم بالعديد من رسائل الحب في شكلها الشعري؛ لإنهم يرون أن الشعر هو سبيل هذا اللون دون النثر مثل حالهم في الهجاء والمجون. قال أبو هلال العسكري في كتاب «الصناعتين» وهو يعد هذه المواضع:
يوجد العديد من الشعراء في تاريخ الأدب العربي القديم يمكن أن نفاخر بهم في هذا اللون مثل مجنون بني عامر وصاحبته ليلى، وقيس بن ذريح ولبنى، وتوبة وليلى الأخيلية، وكثير وعزة، وجميل وبثينة، وعلى الرغم من ذلك لا نستطيع أن نذكر اسم كتاب أفرد لرسائل الحب، بل لا يمكن أن نجد ديوانًا من الرسائل الغرامية لكاتب واحد.

### الأدب العربي المعاصر
شحت رسائل الحب في الأدب العربي المعاصر، ولا أحد يدري ما السبب. ربما بسبب التكنولوجيا التي أبدلت الكثير من عاداتنا القديمة. يمكن أن نجد هذا اللون من الأدب عند جبران خليل جبران وعباس محمود العقاد في رسائلهما إلى مي زيادة. كما ترك غسان كنفاني الكثير من رسائل الحب إلى غادة السمان، وقد نشرت غادة السمان الرسائل بعد وفاته.كتب مصطفى صادق الرافعي ثلاثة كتب تدور بالأساس حول رسائل الحب وهي بالترتيب: «رسائل الأحزان» و«السحاب الأحمر» و«أوراق الورد». كما نشر مقالة في جريدة المقتطف عام 1931 تحت عنوان«فن رسائل الحب في الأدب العربي».